# Линия 2 (Стамбульский трамвай)
Трамвайная линия T2 Таксим—Тюнель (тур. T2 (Taksim – Tünel) tramvay hattı) — линия ретротрамвая (тур. nostaljik tramvayı) в европейской части Стамбула, проходящая от площади Таксим до верхней станции фуникулёра Тюнель. Открыта 29 декабря 1990 года на ставшей тогда же пешеходной улице Истикляль и стала первой линией трамвая спустя четверть века после полного закрытия трамвайного движения в Стамбуле в 1960-х годах. Оператор линии —  İETT. Длина линии 1,64 км, на которых находится 5 остановок, интервал 25—40 минут. С понедельника по субботу трамваи от Таксима отправляются с 07:00 до 21:30, по воскресеньям трамвай начинает работу чуть позже — с 7:40. Подвижной состав T2 представлен историческими вагонами, работавшими на первых линиях стамбульского трамвая и восстановленными в 1980-х годах.
С 2006 года в Стамбуле действовала трамвайная линия T2 Зейтинбурну—Багджилар, включённая в 2011 году в состав линии T1.

## Маршрут
| № п/п | Остановка             | Пересадки | Достопримечательности                                                          |
| ----- | --------------------- | --------- | ------------------------------------------------------------------------------ |
| 1     | Таксим                |           | площадь Таксим・мечеть Таксим・парк Таксим-Гези・Культурный центр им. Ататюрка |
| 2     | Мечеть Хусейн-ага     |           |                                                                                |
| 3     | Галатасарайский лицей |           | Галатасарайский лицей                                                          |
| 4     | Одакуле               |           |                                                                                |
| 5     | Тюнель                |           | Галата・Галатская башня・отель «Пера Палас»・музей Пера                        |